# Anomoeotes tenellula
Anomoeotes tenellula és una espècie de lepidòpter zigenoïdeu de la família dels himantoptèrids (Himantopteridae), subfamília Anomoeotinae.
És una espècie endèmica del Camerun, Guinea Equatorial, el Gabon, Sierra Leone i Togo.